# Гедвига (герцогиня Швабии)
Гедвига (нем. Hadwig, также Hedwig, 938/939/940/945—28 августа 994, Хоэнтвиль) — герцогиня Швабии, жена герцога Бурхарда III.

## Биография

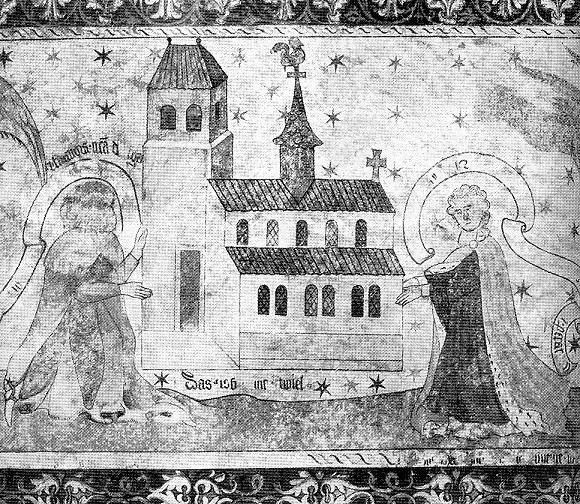
Гедвига и Бурхард III, основатели Монастыря Святого Георгия в Хоэнтвиле в 970 году. Фреска 1437 года.

Гедвига была дочерью Генриха (позднее герцога баварского под именем Генриха I) и его жены Юдифи Баварской, племянницы короля Германии Оттона I. Вероятно, первоначально Гедвигу предполагалось выдать за императора Византии Романа II, однако она решительно отказалась стать его женой.
Гедвига и её муж Бурхард III были тесно связаны с историей Хоэнтвиля (Зингена): при них начался первый период расцвета Твиля, ставшего резиденцией герцогов Швабии. Около 970 года супруги основали в Хоэнтвиле монастырь Святого Георгия.
Так как брак был бездетным, то после смерти Бурхарда место герцога Швабии стало вакантным. В это время обычным делом для вдовы было выйти замуж за преемника мужа, тем более, что в год смерти Бурхарда Гедвиге было около 34 лет, однако этого не произошло. Император Оттон II передал Швабию сыну Людольфа Швабского Оттону. Гедвига, несмотря на то, что при её жизни в Швабии сменили друг друга два законных герцога, именовала себя в имперских документах dux (герцог). Она активно участвовала в политической жизни и даже рекомендовала своего учителя и доверенное лицо, монаха и поэта Эккехарда из Санкт-Галлена, в воспитатели будущему императору Оттону III. Гедвига распоряжалась имперским имуществом по своему усмотрению. Как император, так и новый герцог Швабии, позволили ей действовать самостоятельно. Впоследствии, как и её сестра Герберга II, аббатиса Гандерсхаймского монастыря, она вступила в союз со своим младшим братом, герцогом Баварии Генрихом Строптивым, который претендовал на Швабию. В 984 году герцог баварский Генрих был побеждён новым герцогом Швабии Конрадом I, который своевременно расстроил его альянс с французским королём. С поражением брата Гедвига потеряла своё политическое влияние.
Когда Гедвига умерла, Оттон III, вероятно, присоединил Твиль к имперскому имуществу. Оттон посетил Твиль в 994 году и второй раз в 1000 году, что рассматривается как подтверждение права императора на эту резиденцию.

## В искусстве
Отношения между герцогиней и Эккехардом из Сент Галена нашли отражение в романтической литературе. Роман Йозефа Виктора фон Шеффеля «Эккехард» был одной из самых читаемых книг в XIX веке.
Иоганн Йозеф Аберт создал по мотивам романа оперу в 5 актах «Эккехард». Премьера состоялась 11 октября 1878 года в берлинской Опере.

## Хроники
- Otto Feger (Hrsg.), Die Chronik des Klosters Petershausen, Schwäbische Chroniken der Stauferzeit, III., 1956.
- Ekkehard IV., Hist. Verein St. Gallen (Hrsg.), Casus Sancti Galli, Bd. XV—XVII.
- Theodor Sickel (Hrsg.): Diplomata 13: Die Urkunden Otto des II. und Otto des III. (Ottonis II. et Ottonis III. Diplomata). Hannover 1893 (Monumenta Germaniae Historica)